# غاري ريتشارد
غاري ريتشارد (بالإنجليزية: Gary Richard)‏ هو لاعب كرة قدم أمريكية أمريكي، ولد في 9 أكتوبر 1965.

## وصلات خارجية
- غاري ريتشارد على موقع مرجع كرة القدم المحترفة.كوم (الإنجليزية)